# رول شیرین
رول شیرین یا نان شیرین به هر یک از انواع غذاهای صبحانه یا دسر شیرین، پخته شده و تخمیر شده با عامل ورآورنده اشاره دارد. آنها ممکن است حاوی ادویه، آجیل، میوه‌های شیرین و غیره باشند و اغلب با گلیز یا با آیسینگ پوشانده می‌شوند. در مقایسه با خمیر نان معمولی، خمیر رول شیرین عموماً دارای مقادیر بیشتری قند، چربی، تخم مرغ و مخمر است. آنها اغلب گرد هستند، و به اندازه کافی کوچک هستند که یک وعده را تشکیل دهند. اینها با شیرینی‌ها که از خمیرابه خمیر مانند تهیه می‌شوند، با کیک‌ها که معمولاً بدون مخمر یا با تخمیر شیمیایی هستند، و با دونات‌ها که با روش روغن‌پزی عمیق سرخ می‌شوند، متفاوت هستند.
خمیر نان شیرینِ آماده پخت که نیاز به نگهداری در یخچال دارد، به‌صورت تجاری در فروشگاه‌های مواد غذایی عرضه می‌شود.

نان‌های شیرین گاهی با یخ‌زدگی (آیسینگ) پوشانده می‌شوند و/یا دارای مغزی شیرین هستند. در برخی سنت‌ها، از انواع دیگرِ مغزی و تزئینات استفاده می‌شود، مانند دارچین، خمیر بادام یا میوه‌های شکری.

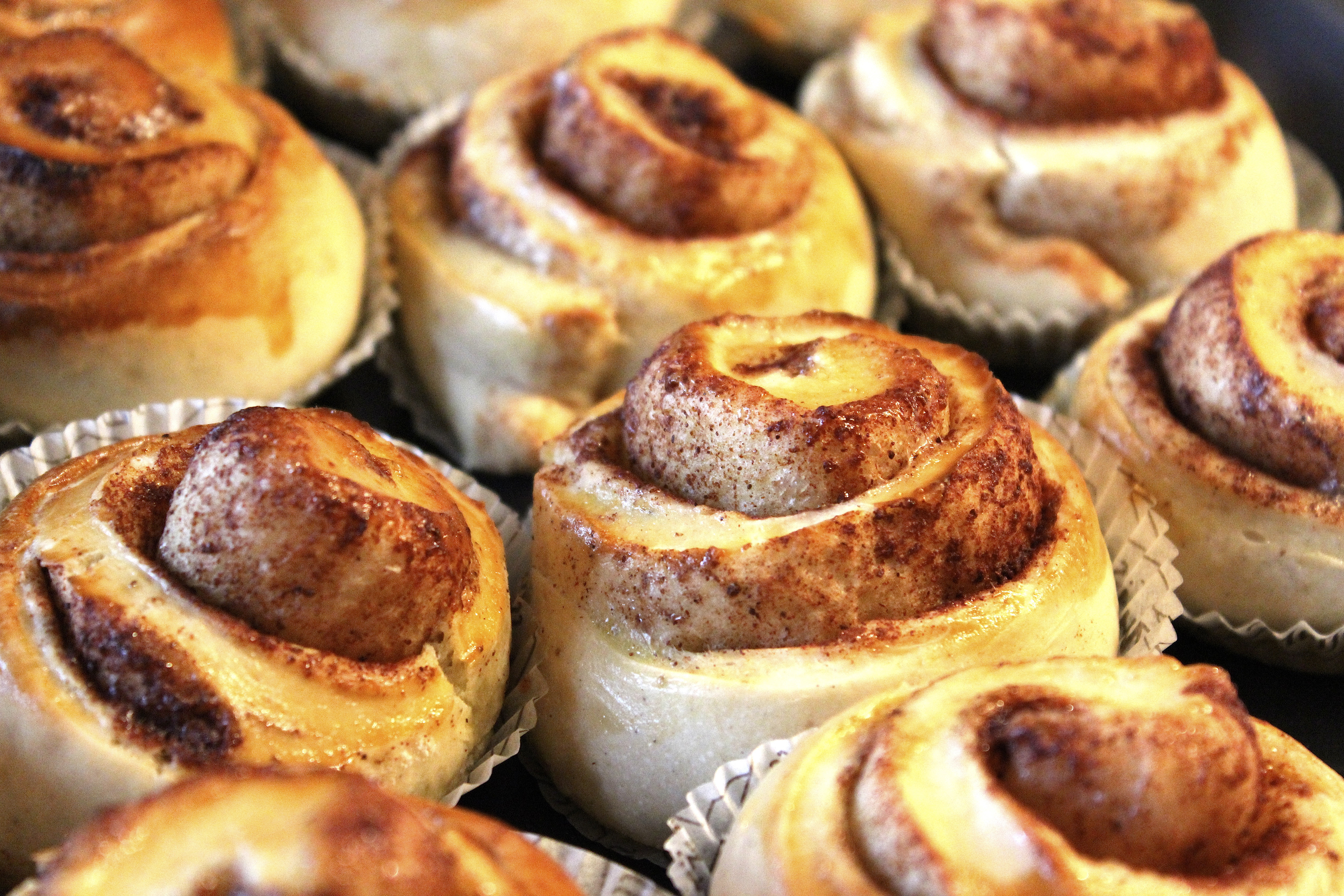
رول دارچینی سوئدی
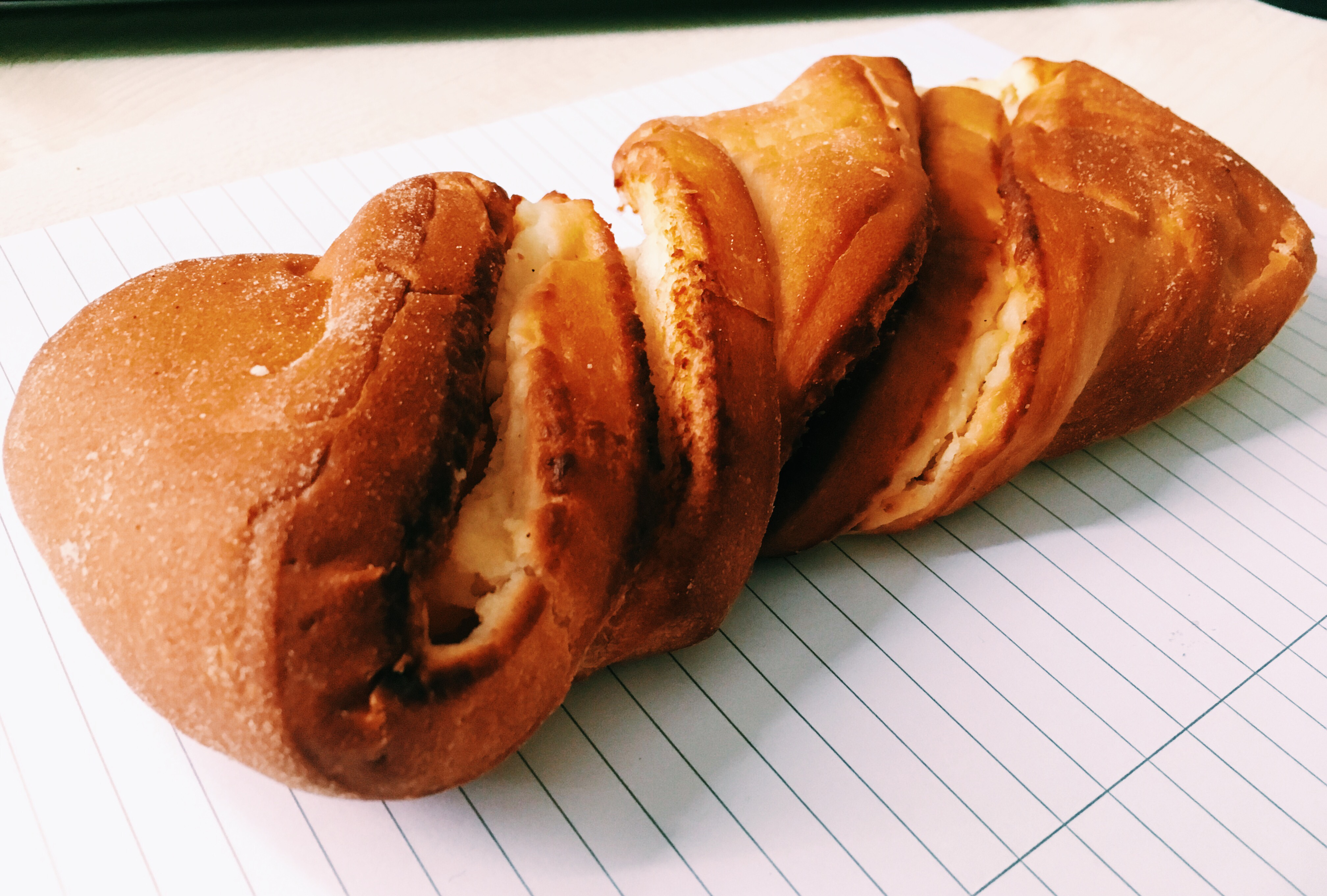
(شیرینی) بافته لهستانی با پنیر